# Polyalthia michaelii
Polyalthia michaelii är en kirimojaväxtart som beskrevs av Cyril Tenison White. Polyalthia michaelii ingår i släktet Polyalthia och familjen kirimojaväxter. Inga underarter finns listade i Catalogue of Life.